# Залевше
Залевше (пол. Zalewsze) — село в Польщі, у гміні Кодень Більського повіту Люблінського воєводства. Населення — 14 осіб (2011).

## Історія
За німецьким переписом 1940 року, у селі проживало 96 осіб, з них 84 українців і 12 поляків.
У 1975-1998 роках село належало до Білопідляського воєводства.

## Демографія
Демографічна структура станом на 31 березня 2011 року:
|          | Загалом | Допрацездатний вік | Працездатний вік | Постпрацездатний вік |
| -------- | ------- | ------------------ | ---------------- | -------------------- |
| Чоловіки | 6       | 0                  | 3                | 3                    |
| Жінки    | 8       | 1                  | 2                | 5                    |
| Разом    | 14      | 1                  | 5                | 8                    |